# Триумфальная арка (Мюнхен)
Триумфальная арка в Мюнхене (нем. Siegestor in München) — памятник (триумфальная арка) в Мюнхене.
Памятник высотой 24 метра (вместе с квадригой) расположен к северу от Фельдхернхалле и находится на границе двух районов Мюнхена — Максфорштадта и Швабинга, в начале улицы Леопольдштрассе. Её официальное название: Ворота Победы (нем. Siegestor München).

## История
Триумфальная арка создана по заказу короля Людвига I Баварского. Сооружение почти в точности воспроизводит композицию знаменитой древнеримской Триумфальной арки императора Константина в Риме. Арку строили с 1843 по 1850 годы по проекту  архитектора Фридриха фон Гертнера, а после его смерти завершал работу его ученик Эдуард Мецгер. Окончательно введена в строй в 1852 году. Арка посвящена славе Баварской армии. Баварские войска вошли в торжественно украшенные ворота после побед во франко-прусской войне. 
Венчающая арку скульптурная композиция: статуя Баварии, восседающей на квадриге, запряжённой четырьмя львами (лев — символ Баварии), создана скульптором Иоганном фон Вагнером, его помощником был другой немецкий скульптор — Фридрих Бруггер. Фигуры львов создал скульптор Иоганн фон Гальбиг (1847). Главный, парадный фасад арки — северный. Колесница устремлена на север, где в XIX веке ещё были поля и луга. Бавария с нетерпением ожидает возвращения победоносной баварской армии. 
За время существования арки её квадрига несколько раз менялась. При авианалетах на Мюнхен во время Второй мировой войны триумфальная арка была сильно повреждена. Её реконструкция проводилась в 1958 году под руководством немецкого архитектора Йозефа Видемана. В 1960-х годах арка стояла без квадриги.
Также менялась надпись на фасаде арки. В настоящее время посвящение на арке гласит: «Баварской армии» (DEM BAYERISCHEN HEERE).